# Tribute Games
Tribute Games es un estudio de juegos independiente situado en Montreal, Quebec, Canadá. Se centra en juegos retro y ha desarrollado para PC, PlayStation 4 y PlayStation Vita. Fue fundado en 2011 por los antiguos empleados de Ubisoft Jonathan Lavigne, Jean-Francois Major y Justin Cyr quienes trabajaron en, entre otros juegos, Scott Pilgrim vs. the World: The Game y TMNT.

## Juegos desarrollados
| Título                                           | ReleaseYear | Plataforma(s)                                                                     | Editor        |
| ------------------------------------------------ | ----------- | --------------------------------------------------------------------------------- | ------------- |
| Ninja Senki                                      | 2010        | Microsoft Windows                                                                 | Tribute Games |
| Wizorb                                           | 2011        | Microsoft Windows, Linux, Mac OS X, PS Minis, XBLIG, Ouya, iOS                    | Tribute Games |
| Mercenary Kings                                  | 2014        | Microsoft Windows, Linux, Mac OS X, PlayStation 4                                 | Tribute Games |
| Curses 'N Chaos                                  | 2015        | Microsoft Windows, Mac OS X, PlayStation 4, PlayStation Vita                      | Tribute Games |
| Ninja Senki DX                                   | 2016        | Microsoft Windows, Mac OS X, PlayStation 4, PlayStation Vita                      | Tribute Games |
| Flinthook                                        | 2017        | Microsoft Windows, PlayStation 4, Xbox One                                        | Tribute Games |
| Mercenary Kings: Reloaded Edition                | 2018        | PlayStation 4, PlayStation Vita, Xbox One, Nintendo Switch                        | Tribute Games |
| Panzer Paladin                                   | 2020        | Nintendo Switch, Microsoft Windows                                                | Tribute Games |
| Teenage Mutant Ninja Turtles: Shredder's Revenge | 2022        | Microsoft Windows, Linux, PlayStation 4, PlayStation 5, Xbox One, Nintendo Switch | Tribute Games |